# Діетиленгліколь
Діетиленгліколь (рос. диэтиленгликоль; англ. diethylenglycole; нім. Diäthylenglykol n) — діоксидіетиловий етер складу (HOCH2CH2)2O. За звичайних умов є густою безбарвною рідиною.
Температура плавлення діетиленгліколю становить –8 °C, температура кипіння 245 °C, відносна густина d15
4 = 1,1179, показник заломлення n20
D = 1,4472. Діетиленгліколь добре змішується з водою, нижчими спиртами, слабко токсичний.
Застосовується в ролі рідкого абсорбенту вологи із природного газу.